# Evolvulus purpusii
Evolvulus purpusii är en vindeväxtart som beskrevs av V. Ooststr. Evolvulus purpusii ingår i släktet Evolvulus och familjen vindeväxter. Inga underarter finns listade i Catalogue of Life.